# انتخابات الرئاسة الأمريكية 1820
الانتخابات الرئاسية الأمريكية 1820 هي الانتخابات الرئاسية الأمريكية التي جرت في 1820، لانتخاب رئيس الولايات المتحدة، فاز بالانتخابات جيمس مونرو.

## المرشحين
| المرشح     | الحزب | عدد الأصوات |
| ---------- | ----- | ----------- |
| جيمس مونرو |       |             |